# Чорешть (Вранча)
Чорешть, Чорешті (рум. Ciorăști) — село у повіті Вранча в Румунії. Адміністративний центр комуни Чорешть.
Село розташоване на відстані 145 км на північний схід від Бухареста, 31 км на південь від Фокшан, 56 км на захід від Галаца, 134 км на схід від Брашова.

## Населення
За даними перепису населення 2002 року у селі проживала 1151 особа.
Національний склад населення села:
| Національність | Кількість осіб | Відсоток |
| -------------- | -------------- | -------- |
| румуни         | 1011           | 87,8%    |
| цигани         | 140            | 12,2%    |

Рідною мовою назвали:
| Мова      | Кількість осіб | Відсоток |
| --------- | -------------- | -------- |
| румунська | 1023           | 88,9%    |
| циганська | 128            | 11,1%    |